# NGC 4032
NGC 4032 é uma galáxia irregular (Im) localizada na direcção da constelação de Coma Berenices. Possui uma declinação de +20° 04' 29" e uma ascensão recta de 12 horas, 00 minutos e 32,9 segundos.
A galáxia NGC 4032 foi descoberta em 27 de Abril de 1785 por William Herschel.